# NGC 7287
NGC 7287 is een dubbelster in het sterrenbeeld Waterman. Het hemelobject werd in 1886 ontdekt door de Amerikaanse astronoom Frank Muller.